# Hyperplatys mexicanus
Hyperplatys mexicanus es una especie de escarabajo longicornio del género Hyperplatys, tribu Acanthocinini, subfamilia Lamiinae. Fue descrita científicamente por Noguera & al. en 2023.
El período de vuelo de la especie se presenta durante los meses de mayo, junio, agosto y noviembre.

## Descripción
Mide 5,9-8,5 milímetros de longitud.

## Distribución
Se distribuye por México.